# NAOMI (AV女優)
NAOMI（なおみ、1996年9月5日 ‐ ）は日本の元AV女優。プライムエージェンシー所属。

## 略歴
2015年10月13日、「E-BODY専属デビュー 小麦色の黄金比ロケット NAOMI」にてE-BODY専属デビュー。褐色の肌と突き出すようなハリをもったHカップの美乳（いわゆるロケット乳）が特徴のAV女優。
DMMアダルトアワード2016新人女優賞ノミネート。
2020年6月、サイゾー主催のオールタイム好きなAV女優アンケートトーナメントにノミネート。

## 人物
初体験は小学校6年生から中学校1年生になる間の春休みで相手は高校2年生の彼氏だった。
```
初体験は期待外れだったらしく「全然気持ちよくなかった」ことからしばらくセックスから離れるが、中学3年生時に1，2歳上の近所の男性とのセックスを「気持ちいいぞ！」と感じたことから経験を積んでいく。
[
要出典
]
```

経験人数は20数人（しかし別のインタビューにおいては100人に届かないくらいと答えており明確な人数については本人の記憶も曖昧である可能性が高い）。
体が密着しないセックスが好きであり、1番好きな体位は立ちバックである。
```
行為の最中に首を絞められるのも好きだと公言している。
[
要出典
]
```

趣味はダンス、オナニーであり、twitter上で度々オナニーをする旨のつぶやきを行うことがある。またこのことにちなんで本人公式twitterのアカウント名を期間限定でONANI（普段はNAOMI）に変更している。
```
右腕前腕、横腹、右太ももなどにタトゥーを入れている。
[
要出典
]
```

## 作品

### アダルトビデオ
| 発売日   | タイトル | 規格品番   | メーカー                           | 備考   |
| 2015年   | 2015年 | 2015年     | 2015年                             | 2015年 |
| -------- | --- | ---------- | ---------------------------------- | ------ |
| 10月13日 | E-BODY専属デビュー 小麦色の黄金比ロケット | EBOD-471   | E-BODY                             |        |
| 11月13日 | 絶頂127回!! 褐色少女の激イキ! 初体験セックス | EBOD-476   | E-BODY                             |        |
| 12月13日 | ねっとり濃厚な接吻と発情ベロキス性交 | EBOD-480   | E-BODY                             |        |
| 2016年   | |            |                                    |        |
| 1月13日  | エロス解禁! 理性ぐちゃぐちゃ絶叫トランス性交 | EBOD-486   | E-BODY                             |        |
| 2月13日  | 爆乳ブルブル極限ピストン ハイパー腰振りイカセ騎乗位 | EBOD-492   | E-BODY                             |        |
| 3月13日  | 公然半裸露出 乳肉丸見え! 今日も朝から男根狩り | EBOD-500   | E-BODY                             |        |
| 4月13日  | 褐色ロケットパイズリ! | EBOD-503   | E-BODY                             |        |
| 5月13日  | 褐色×美白ボディ H＆H美巨乳密着サンドイッチ逆3P | EBOD-511   | E-BODY                             |        |
| 6月13日  | E-BODYファン感謝祭 素人宅に全裸NAOMIをデリバリー いきなり褐色巨乳ボディがペ●スに跨りパイパンま●こで即ザーメンを搾り取る! | EBOD-519   | E-BODY                             |        |
| 7月13日  | 乳ドーン! 尻ドーン! 褐色ド迫力BODY体感AV | EBOD-524   | E-BODY                             |        |
| 9月13日  | 痴女ギャルNAOMIのキモオタ童貞筆おろし | EBOD-536   | E-BODY                             |        |
| 10月13日 | 解禁 真正中出し 褐色パイパンボディに生精子10発注入! | EBOD-543   | E-BODY                             |        |
| 11月19日 | 卑猥なデカ黒尻を股間にビッタンビッタン撃ち付け、チ●ポを子宮でギュウギュウ締め付け、骨抜き大量射精へと導く高速肉弾騎乗位 | EBOD-549   | E-BODY                             |        |
| 2017年   | |            |                                    |        |
| 1月7日   | 働く女の艶めかしい完全着衣ファック | JUFD-681   | Fitch                              |        |
| 2月13日  | 貴方だけを見つめ続ける淫語中出しソープ | JUFD-696   | Fitch                              |        |
| 3月19日  | 最上級のカラダとサービス、生中出しでお客様に最高の快楽を… 褐色プレミア風俗嬢 | PGD-941    | PREMIUM                            |        |
| 4月1日   | 死んでも妊娠したくないギャルVS絶対に孕ませたいおじさん一同 kira☆kira 危険日中出しおやじ感謝祭2016 5 | BLK-308    | kira☆kira                          |        |
| 4月1日   | NAOMI 全タイトルコンプリートBEST 38本番12時間スペシャル | MKCK-189   | E-BODY                             |        |
| 4月1日   | 彼女のお姉さんは巨乳と中出しOKで僕を誘惑 | PPPD-550   | OPPAI                              |        |
| 4月13日  | 求められたらNG一切ナシのM痴女メイド | CJOD-076   | 痴女ヘブン                         |        |
| 5月4日   | ボイン大好きしょう太くんのHなイタズラ | GVG-477    | グローリークエスト                 |        |
| 6月1日   | 媚薬電流アクメ 8 | RCT-987    | ROCKET                             |        |
| 6月2日   | 乳首快楽Men’sサロン | LID-054    | ドリームチケット                   |        |
| 6月9日   | 全部丸見え! 超肉眼中出しエロティシズム | MKMP-166   | ケイ・エム・プロデュース/million） |        |
| 6月15日  | お尻大好きしょう太くんのHなイタズラ | GVG-502    | グローリークエスト                 |        |
| 6月30日  | 性感暴発エビ反りアクメサロン | WSS-284    | ワープエンタテインメント           |        |
| 7月1日   | スペンス乳腺開発クリニック | PPPD-572   | OPPAI                              |        |
| 7月6日   | 騎乗位で上半身を動かさずに腰だけをグイングイン振りまくって中出しさせる馬乗り巨乳美女 2 | OVG-059    | グローリークエスト                 |        |
| 7月28日  | 渋谷道玄坂にある絶滅危惧種の生意気黒ギャルばかりを狙うオイルマッサージ店 7 | RIX-043    | PRESTIGE                           |        |
| 8月4日   | 連日の猛暑のせいで熱中症が続出!? そんな中、僕らの学校が緊急で作った校則は「スーパークールビズ」だった! 周りを見れば女子のイヤラしく発育した身体が! そんな状況で授業に集中できる訳もなく、女子を見るたびムラムラしてしまい… 4 | RTP-100    | PRESTIGE                           |        |
| 8月11日  | ギャル痴女3姉妹の海辺の民宿再建計画!! | MDB-806    | ケイ・エム・プロデュース/BAZOOKA   |        |
| 11月2日  | NAOMI流 M男に贈る10通りのイカせ方 | MANE-008   | AKNR                               |        |
| 12月1日  | 魅惑のトリプル回春エステ中出し | HODV-21261 | h.m.p                              |        |
| 12月5日  | 完全主観 罵倒地獄 パンチラ編 | NFDM-530   | フリーダム                         |        |
| 2018年   | |            |                                    |        |
| 1月5日   | 生まれて初めての金蹴り 5 使い物にならなくなってもイイんですか? | NFDM-533   | フリーダム                         |        |
| 4月19日  | 【サセ神殿堂入り】 激カワ美少女達に媚薬を飲ませてキメパコ! おま●こ袋をザーメンでたぷたぷにしてみたwww | TIKB-024   | チキチキカマー/妄想族              |        |

### アダルトVR
2017年
- ねえNAOMIとキスしよ（1月21日、ブイワンVR）
- 先生のイクところ見てなさい（1月21日、ブイワンVR）
- 体育サボって保健室でSEXしょ（1月21日、ブイワンVR）
- ヌルヌル見せつけローションプレイ（2月10日、ブイワンVR）
- 連続イカセ 私のイキ顔見てて（2月10日、ブイワンVR）
- 絶頂見せつけ変態先生（2月17日、ブイワンVR）
- フェラ 先生がイカセてあげる（3月1日、ブイワンVR）
- 誘惑する下半身（3月1日、ブイワンVR）
- パイズリフェラ 美爆乳に包まれて!（3月1日、ブイワンVR）
- 激SEX 教室でスリルと興奮の性交（3月1日、ブイワンVR）
- 進化系VRオナニー!! 見つめあいながら一緒にオナニーしようよ!（5月1日、ケイ・エム・プロデュース/KMPVR）
- VRだから本当にフェラチオされているみたいでしょ!（5月1日、ケイ・エム・プロデュース/KMPVR）
- 生中出しスペシャル!! VRだから本当にセックスしてるみたいでしょ?（5月1日、ケイ・エム・プロデュース/KMPVR）
- 乳首快楽中出しMen’sサロン ver.VR（8月9日、ドリームチケット/WAAPグループ VR）
- 舐めビッチ（8月28日、ドリームチケット/WAAPグループ VR）
- VR長尺 NAOMI BEST（9月9日、ブイワンVR）※単体ベスト

### イメージビデオ
| 発売日  | タイトル                                    | 規格品番       | メーカー         | 備考             |
| 2016年  | 2016年                                      | 2016年         | 2016年           | 2016年           |
| ------- | ------------------------------------------- | -------------- | ---------------- | ---------------- |
| 6月25日 | NAOMIはオレのカノジョ。                     | GAOR-092       | GARDEN           |                  |
| 2019年  |                                             |                |                  |                  |
| 1月26日 | ヘアーヌード ～セクシー女優10人のオナニー～ | BTHA-036 (DVD) | スパークビジョン | ※Blu-ray同時発売 |
| 1月26日 | ヘアーヌード ～セクシー女優10人のオナニー～ | BTHA-036B (BD) | スパークビジョン | ※Blu-ray同時発売 |

## 出演

### ウェブテレビ
- 極楽とんぼのKAKERUTV（2017年、AbemaTV）
- バラエティ開拓バラエティ日村がゆく（2017年、AbemaTV）第22回、新たなる下ネタ芸のコーナー

### PV
- SLOTH / 「ドウデモイイ」（2017年）